# Martine Blanc

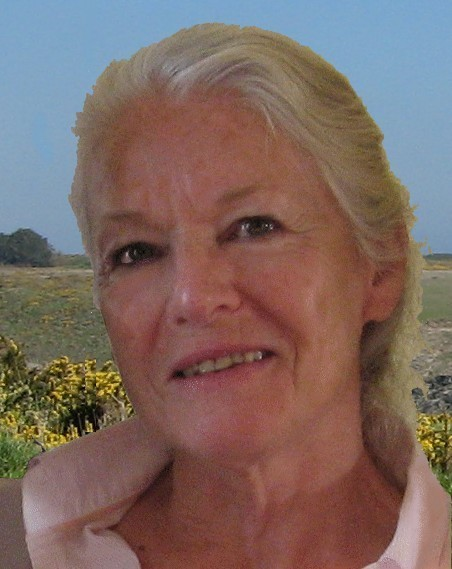
Martine Blanc-Rérat (2009)

Martine Blanc (* 16. September 1944 in Clermont-Ferrand) ist eine französische Autorin und Illustratorin von etwa zehn Kinderbüchern, darunter Tim der Erfinder, die Serie Two Hoots mit Helen Cresswell, und Meine Jesus-Bibel.

## Werke

### Tim
- Tim der Erfinder. Atlantis, Zürich 1974, ISBN 3-7611-0428-6.
- Hyazinth der Träumer. Atlantis, Zürich 1976, ISBN 3-7611-0481-2.

Die Figuren von dem Buch haben in Japan zu einem wichtigen Merchandising Anlass gegeben (Plüsch, Uhren, T-Shirts…).

### Die Serie Two Hoots (erzählt von Helen Cresswell)
- Two Hoots. Ernest Benn Limited, London, 1974 ISBN 0-510-11842-9.
- Two Hoots go to the sea. Ernest Benn Limited, London 1974, ISBN 0-510-11843-7.
- Two Hoots and the Big Bad Bird. Ernest Benn Limited, London 1975, ISBN 0-510-11844-5.
- Two Hoots in the Snow. Ernest Benn Limited, London 975, ISBN 0-510-11845-3.
- Two Hoots Play Hide-And Seek. Ernest Benn Limited, London 1977, ISBN 0-510-11803-8.
- Two Hoots and the King. Ernest Benn Limited, London 1977, ISBN 0-510-11800-3.

### Pelé, Velu et Dodue
- Pelé, Velu et Dodue. Fernand Nathan, Paris 1980, ISBN 2-09-271524-0.

### Meine Jesus-Bibel
- Meine Jesus-Bibel. Herder, Freiburg 2000, ISBN 3-451-27278-4.

| Personendaten    | Personendaten                        |
| ---------------- | ------------------------------------ |
| NAME             | Blanc, Martine                       |
| KURZBESCHREIBUNG | französische Autorin und Graphikerin |
| GEBURTSDATUM     | 16. September 1944                   |
| GEBURTSORT       | Clermont-Ferrand, Frankreich         |